# Нумидијум
Нумидијум или Анумидум, Месингани Бог, био је, у серији рачунарских игара The Elder Scrolls, гигантски голем Двјумерског порекла. Конструисан од стране архитекте Лорда Кагренака, Нумидијум је директно повезан са нестанком Двјумера, и од тада био је оживљен неколико пута.

## Историја
На крају друге ере, Моровиндски Трибунал је имао власништво над Нумидијумом. Као почаст Царству, Трибунал је голема дао Тибру Септиму. Нумидијум је први пут реактивиран од стране Тибра Септима на основу Двјумерског истраживања Зурина Арктуса. Реактивирање је захтевало замену срца, за шта је искоришћена Мантела, драгуљ душа који је имитирао особине Лоркановог Срца кад је напуњен. Шетач је контролисан уз помоћ Тотема који може да контролише само онај који је краљевске крви или онај који има велику моћ.
Нумидијум се доказао веома ефективним у обарању Алдмерске Власти и заузимању Тамриела 896. године 2. ере. Званичне белешке причају причу у којој је после поражавања свих непријатеља, Тибар Септим је искористио Нумидијум да уништи све неутралне краљевске породице Тамриела тако да је могао да устоличи особе за које је знао да су одане. Зурин Арктус се није сложио са овим коришћењем Нумидијума, и покушао да поврати његово срце. Међутим, процес је уништио и Нумидијум и Зурина. Срце које су делили је избачено из стварности у доњи свет познат као Аетеријус. Делићи Нумидијума су побацани по целом Тамриелу.
У следећим столећима, Септимови елитни војници добили су задатак да сакупе делиће Нумидијума. Ови војници познати су као Сечива (енгл. Blades). За време владавине Уриела VII Септима, и Тотем и Нумидијум нађени су у пределу Илијачке Обале. Они су скоро проузроковали грађански рат између великог броја независних градова-држава у региону који је почео убиством Краља Дегерфала. Коначно, непознати херој путовао је до Аетеријуса да врати Мантелу, вратио се на Нирн и активирао Нумидијум.

## Видео игре
Игра Дегерфал основана је на реконструкцији Нумидијума. Играч може да бира између 6 могућих завршетака, у сваком са другим командантом Нумидијума. Ипак, сви сценарији резултовали су големово уништење. Овај догађај познат је као Изопачење на Западу.
Сличан двјумерски месингани голем, познат као Акулахан или Други Нумидијум, изграђен је од стране Дејгота Ура за његов план да отера странце из Моровинда и онда освоји цео Тамриел. Акулахан је инспирисан Кагренаковим теоријама и покретан Лоркановим срцем. Уништен је од стране Нереварина 427. године 3. ере.